# Дворики (посёлок станции, Тульская область)
Дво́рики — посёлок станции в Воловском районе Тульской области. Входит в состав Двориковского сельского поселения.

## География
Посёлок станции находится в юго-восточной части Тульской области, на расстоянии приблизительно 14 км (по прямой) к юго-востоку от рабочего посёлка Волово, административного центра района.

### Часовой пояс
Посёлок станции Дворики, как и вся Тульская область, находится в часовой зоне МСК (московское время). Смещение применяемого времени относительно UTC составляет +3:00.

## История
Станция открыта на Приволжско-Виндавской железной дороге, построенной к 1899 году. Участок дороги, где находится станция, был закрыт для движения с 1995 года, а к 2009 году дорога была разобрана.

## Население
| 2010 |
| ---- |
| 9    |

### Национальный состав
Согласно результатам переписи 2002 года, в национальной структуре населения русские составляли 93 % из 14 чел.